# Honkisaari (ö i Kajanaland, Kehys-Kainuu, lat 65,30, long 28,93)
Honkisaari är en ö i Finland. Den ligger i sjön Piispajärvi och i kommunen Suomussalmi i den ekonomiska regionen  Kehys-Kainuu  och landskapet Kajanaland, i den nordöstra delen av landet, 600 km norr om huvudstaden Helsingfors. Öns area är 22 hektar och dess största längd är 0,7 kilometer i öst-västlig riktning.